# Грэм, Сьюзен
Сьюзен Грэм (англ. Susan Graham; род. 23 июля 1960, Розуэлл, Нью-Мексико) — американская певица (меццо-сопрано).

## Биография
Росла в Мидленде (Техас), окончила Техасский технологический университет и Манхэттенскую школу музыки. Международный дебют Сьюзен Грэм состоялся в 1994 в Ковент-Гарден, сольный концерт в Карнеги-холле — в 2003.

## Репертуар
Выступает в оперных ролях классического репертуара (Пёрселл, Глюк, Гендель, Монтеверди, Моцарт) и сочинениях современных композиторов (Сэмюэл Барбер). Прославилась также исполнением французского песенного репертуара (Равель, Дебюсси) и вокальных сочинений современных американских композиторов (Нед Рорем и др.)

## Признание
Кавалер и командор французского ордена искусств и литературы (2001, 2005). Вокалист года в США (2004). Премия Грэмми (2005). Делегат США в ЮНЕСКО.